# Замфирешти (Котмеана)
Замфирешти (рум. Zamfirești) насеље је у Румунији у округу Арђеш у општини Котмеана. Oпштина се налази на надморској висини од 499 m.

## Становништво
Према подацима из 2002. године у насељу је живело 131 становника, од којих су сви румунске националности.